# Europejska Nagroda Muzyczna MTV dla najlepszej piosenki
Europejska Nagroda Muzyczna MTV dla najlepszej piosenki (w 2007 i 2008 roku jako Europejska Nagroda Muzyczna MTV dla najbardziej uzależniającego utworu) – nagroda przyznawana przez redakcję MTV Europe podczas corocznego rozdania MTV Europe Music Awards. Nagrodę dla najlepszej piosenki po raz pierwszy przyznano w 1994 r. O zwycięstwie decydują widzowie za pomocą głosowania internetowego i telefonicznego (smsowego).

## 1994
- Youssou N’Dour and Neneh Cherry – „7 Seconds”
  - Aerosmith – „Cryin'”
  - Beck – „Loser”
  - Björk – „Big Time Sensuality”
  - Blur – „Girls & Boys"

## 1995
- The Cranberries – „Zombie”
  - Michael Jackson – „You Are Not Alone”
  - The Offspring – „Self Esteem”
  - Seal – „Kiss from a Rose”
  - TLC – „Waterfalls"

## 1996
- Oasis – „Wonderwall”
  - The Fugees – „Killing Me Softly”
  - Garbage – „Stupid Girl”
  - Alanis Morissette – „Ironic”
  - Pulp – „Disco 2000"

## 1997
- Hanson – „Mmmbop”
  - The Cardigans – „Lovefool”
  - Puff Daddy and Faith Evans – „I'll Be Missing You”
  - No Doubt – „Don't Speak”
  - Will Smith – „Men In Black"

## 1998
- Natalie Imbruglia – „Torn”
  - All Saints – „Never Ever”
  - Cornershop – „Brimful Of Asha”
  - Savage Garden – „Truly Madly Deeply”
  - Robbie Williams – „Angels"

## 1999
- Britney Spears – „…Baby One More Time”
  - Backstreet Boys – „I Want It That Way”
  - Madonna – „Beautiful Stranger”
  - George Michael with Mary J. Blige – „As”
  - TLC – „No Scrubs"

## 2000
- Robbie Williams – „Rock DJ”
  - Melanie C and Lisa „Left-Eye” Lopes – „Never Be the Same Again”
  - Madonna – „Music”
  - Sonique – „It Feels So Good”
  - Britney Spears – „Oops!... I Did It Again”

## 2001
- Gorillaz – „Clint Eastwood”
  - Christina Aguilera, Lil’ Kim, Mýa i Pink – „Lady Marmalade”
  - Crazy Town – „Butterfly”
  - Destiny’s Child – „Survivor”
  - Eminem ft. Dido – „Stan”

## 2002
- Pink – „Get the Party Started”
  - Enrique Iglesias – „Hero”
  - Nelly – „Hot In Herre”
  - Nickelback – „How You Remind Me”
  - Shakira – „Whenever, Wherever”

## 2003
- Beyoncé (featuring Jay-Z) – „Crazy In Love”
  - Christina Aguilera – „Beautiful”
  - Evanescence – „Bring Me To Life”
  - Sean Paul – „Get Busy”
  - Justin Timberlake – „Cry Me A River”

## 2004
- OutKast – „Hey Ya!”
  - Anastacia – „Left Outside Alone”
  - Maroon 5 – „This Love”
  - Britney Spears – „Toxic”
  - Usher (ft. Lil Jon i Ludacris) – „Yeah!”

## 2005
- Coldplay – „Speed of Sound”
  - James Blunt – „You’re Beautiful”
  - The Chemical Brothers – „Galvanize”
  - Gorillaz – „Feel Good Inc.”
  - Snoop Dogg (featuring Justin Timberlake and Charlie Wilson) – „Signs”

## 2006
- Gnarls Barkley – „Crazy”
  - Nelly Furtado – „Maneater”
  - Red Hot Chili Peppers – „Dani California”
  - Rihanna – „S.O.S.”
  - Shakira (featuring Wyclef Jean) – „Hips Don’t Lie”

## 2007
- Avril Lavigne – „Girlfriend”
  - Beyoncé and Shakira – „Beautiful Liar”
  - Nelly Furtado – „All Good Things (Come To An End)”
  - Mika – „Grace Kelly”
  - Rihanna (featuring Jay-Z) – „Umbrella”
  - Amy Winehouse – „Rehab”

## 2008
- Pink – „So What”
  - Basshunter – „Now You’re Gone”
  - Coldplay – „Viva la Vida”
  - Duffy – „Mercy”
  - Kid Rock – „All Summer Long”
  - Katy Perry – „I Kissed a Girl”

## 2009
- Beyoncé – „Halo”
  - The Black Eyed Peas – „I Gotta Feeling”
  - David Guetta (featuring Kelly Rowland) – „When Love Takes Over”
  - Kings of Leon – „Use Somebody”
  - Lady Gaga – „Poker Face”

## 2010
- Lady Gaga – „Bad Romance”
  - Eminem (featuring Rihanna) – „Love The Way You Lie”
  - Katy Perry (featuring Snoop Dogg) – „California Gurls”
  - Rihanna – „Rude Boy”
  - Usher (featuring will.i.am) – „OMG”

## 2011
- Lady Gaga – „Born This Way”
  - Adele – „Rolling in the Deep”
  - Bruno Mars – „Grenade”
  - Jennifer Lopez feat. Pitbull – „On the Floor”
  - Katy Perry – „Firework”

## 2012
- Carly Rae Jepsen – „Call Me Maybe”
  - Fun – „We Are Young”
  - Gotye ft. Kimbra – „Somebody That I Used to Know”
  - Pitbull ft. Chris Brown – „International Love”
  - Rihanna ft. Calvin Harris – „We Found Love”

## 2013
- Bruno Mars - „Locked Out of Heaven”
  - Daft Punk ft. Pharrell Williams – „Get Lucky”
  - Macklemore & Ryan Lewis – „Thrift Shop”
  - Rihanna – „Diamonds”
  - Robin Thicke ft. T.I. and Pharrell Williams – „Blurred Lines”

## 2014
- Ariana Grande ft. Iggy Azalea - „Problem”
  - Eminem ft. Rihanna – „The Monster”
  - Katy Perry ft. Juicy J – „Dark Horse”
  - Pharrell Williams – „Happy”
  - Sam Smith – „Stay With Me”

## 2015
- Taylor Swift ft. Kendrick Lamar - „Bad Blood”
  - Ellie Goulding – „Love Me Like You Do”
  - Mark Ronson ft. Bruno Mars – „Uptown Funk”
  - Major Lazer & DJ Snake ft. MØ – „Lean On”
  - Wiz Khalifa ft. Charlie Puth – „See You Again"

## 2016
- Justin Bieber – „Sorry”
  - Adele – „Hello”
  - Lukas Graham – „7 Years”
  - Mike Posner – „I Took a Pill in Ibiza (Seeb Remix)”
  - Rihanna ft. Drake – „Work”

## 2017
- Shawn Mendes – „There’s Nothing Holdin’ Me Back”
  - Clean Bandit ft. Sean Paul i Anne-Marie - „Rockabye”
  - DJ Khaled ft. Rihanna i Bryson Tiller - „Wild Thoughts”
  - Ed Sheeran – „Shape of You”
  - Luis Fonsi & Daddy Yankee ft. Justin Bieber – „Despacito (Remix)”

## 2018
- Camila Cabello ft. Young Thug – „Havana”
  - Bebe Rexha ft. Florida Georgia Line – „Meant to Be”
  - Ariana Grande – „No Tears Left to Cry”
  - Drake – „God’s Plan”
  - Post Malone ft. 21 Savage – „Rockstar”